# Deniz Dağdelen
Deniz Dağdelen, född 18 juli 1997, är en turkisk taekwondoutövare. 

## Karriär
I maj 2022 tog Dağdelen brons i 54 kg-klassen vid EM i Manchester. I augusti 2022 tog han silver i 54 kg-klassen vid Islamic Solidarity Games i Konya efter en finalförlust mot nigeriske Mahamadou Amadou.